# Тоффлер, Элвин
Э́лвин То́ффлер (англ. Alvin Toffler; 4 октября 1928 года, Нью-Йорк, США — 27 июня 2016 года, Лос-Анджелес, США) — американский философ, социолог и футуролог, один из авторов концепции постиндустриального общества.

В основных работах Тоффлера проводится тезис:
Человечество переходит к новой технологической революции (сверхиндустриальной). На смену первой волне (аграрное общество) и второй (индустриальное общество) приходит новая, ведущая к созданию информационного, или постиндустриального общества. 
Элвин Тоффлер предупреждал о новых сложностях, социальных конфликтах и глобальных проблемах, с которыми столкнётся человечество на стыке XX и XXI веков.
Он был редактором популярного журнала Fortune, и его первая книга была посвящена развитию технологий и их влиянию на общество. Затем он подробно исследовал ответную реакцию общества на этот феномен и происходящие в обществе изменения. Содержание последней работы Элвина Тоффлера относится к возросшей в XXI веке мощи военных технологий, оружия, тактико-стратегического планирования и капитализма.

## Биография
Элвин Тоффлер родился 4 октября 1928 года в Нью-Йорке в семье еврейских иммигрантов из Польши — скорняка Сэма Тоффлера и его жены Роуз Эльбаум.
Был женат на Хайди Тоффлер, которая также является футурологом и соавтором многих его книг.
Со своей будущей женой познакомился в Нью-Йоркском университете, где он изучал английский язык, а она была аспиранткой в лингвистике. Будучи радикально настроенными студентами, они решили отказаться от дальнейших научных работ, переехали на Средний Запад, где и поженились. Последующие пять лет свои расходы они покрывали, благодаря работе на сборочных конвейерах, вблизи изучая проблемы и потребности рабочего класса. Элвин Тоффлер работал монтажником и сварщиком.
Позже Элвин Тоффлер применил свой практический опыт в описании природы труда и различиях между физическим и интеллектуальным трудом.
Впоследствии Элвин Тоффлер был приглашенным профессором Корнеллского университета, членом Новой школы социальных исследований, корреспондентом в Белом доме и бизнес-консультантом.
В 1960-х писал статьи для различных изданий; в 1963 году взял большое интервью для журнала Playboy у Владимира Набокова.
Был почётным доктором литературы, права, естественных наук и менеджмента, членом Международного института стратегических исследований и Американской ассоциации развития науки. Вместе с супругой являлся заслуженным адъюнкт-профессором Университета национальной обороны в Вашингтоне.
Элвин Тоффлер умер во сне 27 июня 2016 года в своем доме в Лос-Анджелесе на 88-м году жизни.

## Идеи
Научная концепция Элвина Тоффлера основывается на идее сменяющих друг друга волн-типов общества. Первая волна — это результат аграрной революции, которая сменила культуру охотников и собирателей. Вторая волна — результат индустриальной революции, которая характеризуется нуклеарным типом семьи, конвейерной системой образования и корпоративизмом. Третья волна — результат интеллектуальной революции, то есть постиндустриальное общество, в котором наблюдается огромное разнообразие субкультур и стилей жизни. Информация может заменить огромное количество материальных ресурсов и становится основным материалом для рабочих, которые свободно объединены в ассоциации. Массовое потребление предлагает возможность приобретать дешёвую, нацеленную на конкретного покупателя продукцию, распределяемую по малым нишам. Границы между продавцом (производителем товара и (или) услуги) и покупателем (потребителем) стираются — «prosumer» может сам удовлетворить все свои потребности.

В своей книге «Революционное богатство. Как оно будет создано и как оно изменит нашу жизнь» (2006) супруги Тоффлер пишут: 
«Подобно другим ключевым элементам капитализма, деньги переживают самую стремительную и глубокую революцию за многие века, революцию, которая создаст совершенно новые формы, новые способы выплат и платежей, и деловые возможности обходиться вообще без денег»
Одним из ключевых применяемых терминов является «протребление»: «протребитель — тот кто создает товары, услуги и опыт для собственного пользования или удовольствия, а не для продажи или обмена. В этом случае индивиды или группы одновременно ПРОизводят и поТРЕБляют продукт — то есть протребляют». «Протребительская экономика огромна… протребление встряхнет рынки, изменит ролевую структуру общества и изменит наши представления о богатстве».

## Основные работы
- Тоффлер, Э. Метаморфозы власти = Powershift: Knowledge, Wealth and Violence at the Edge of the 21st Century, 1990. — М.: АСТ, 2004. — 672 с. — (Philosophy). — 3000 экз. — ISBN 5-17-004183-7.
- Тоффлер, Э., Тоффлер, Х. Война и антивойна = War and Anti-War, 1995. — М.: АСТ, 2005. — 416 с. — (Philosophy). — 5000 экз. — ISBN 5-17-028463-2.
- Тоффлер, Э., Тоффлер, Х. Революционное богатство = Revolutionary Wealth, 2006. — М.: АСТ, 2007. — 576 с. — (Philosophy). — 5000 экз. — ISBN 978-5-17-044872-2.
- Тоффлер, Э. Шок будущего = Future Shock, 1970. — М.: АСТ, 2008. — 560 с. — (Philosophy). — 1500 экз. — ISBN 978-5-17-010706-3.
- Тоффлер, Э. Третья волна = The Third Wave, 1980. — М.: АСТ, 2010. — 784 с. — (Philosophy). — 5100 экз. — ISBN 978-5-403-02493-8.